# 노티카

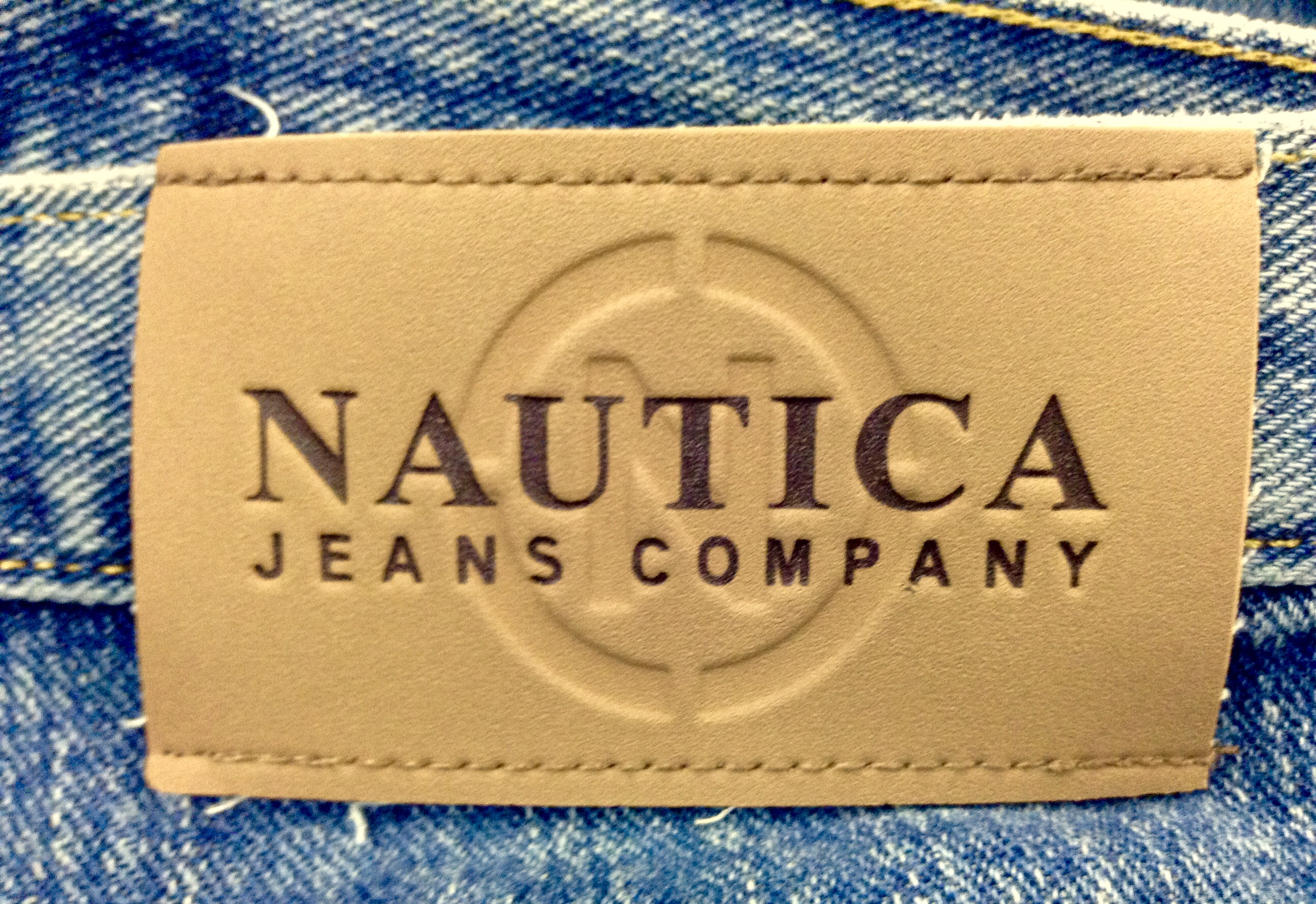
노티카 청바지

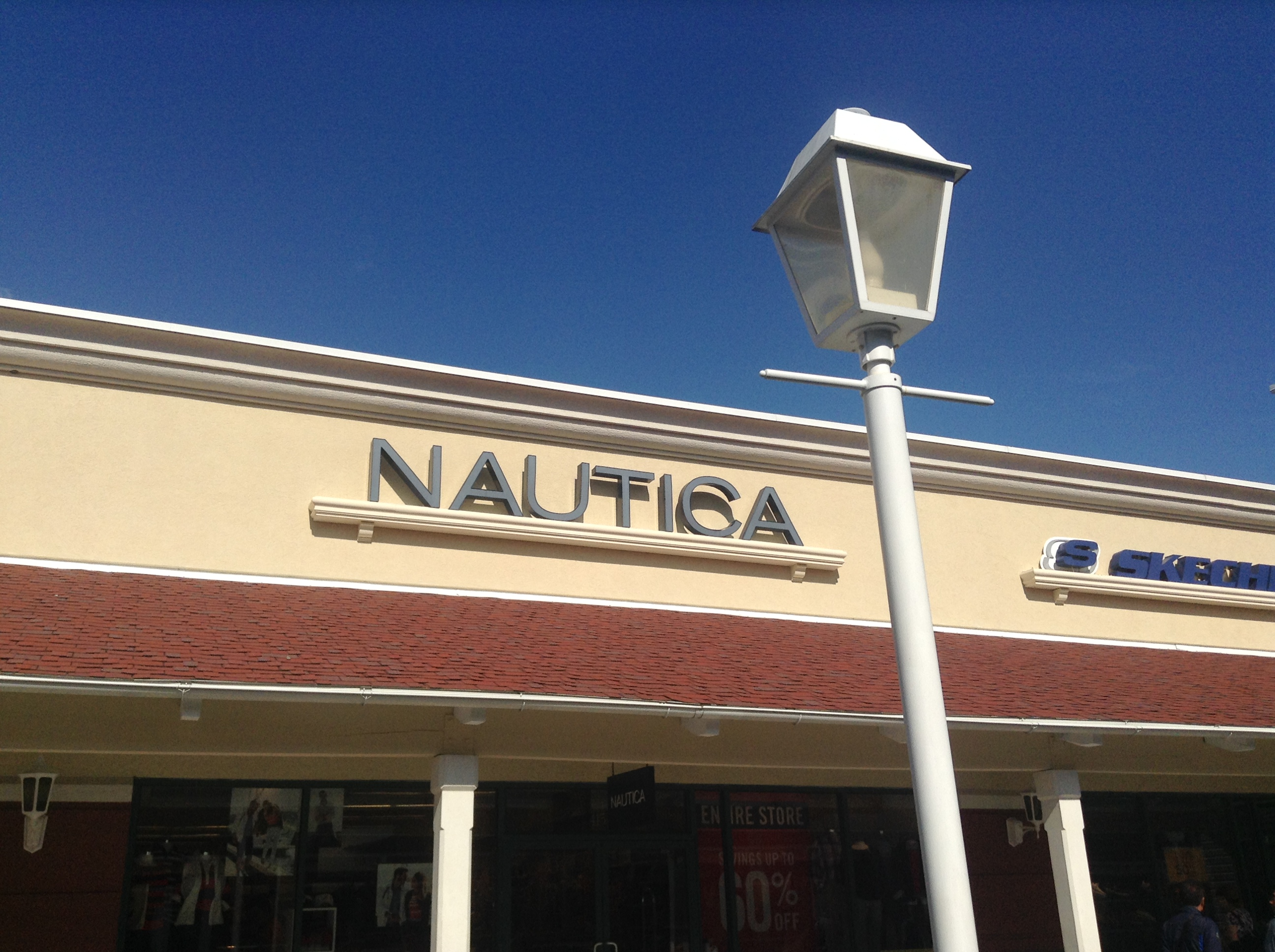
노티카 아울렛 상점

노티카(영어: Nautica)는 미국의 의류 브랜드로, 어센틱 브랜즈 그룹 (ABG)의 브랜드다. 1983년 대만 출신 의류 디자이너 데이비드 추와 파트너가 설립했다.